# Club vélocipédique Moulineaux-Vaugirard
Le Club Vélocipédique des Moulineaux ou Club Vélocipédique des Moulineaux et de Vaugirard était un club français de cyclisme sur piste, fondé en 1939, berceau des sprinters français.

## Histoire
À la déclaration de la Seconde Guerre mondiale, en septembre 1939, les clubs sont décimés : Louis Jacqueson, alors président de la section des jeunes du C.V. des Marchés, où Camille Danguillaume et Joseph Goutorbe firent leurs premières courses, fonde un nouveau club. Il conserve les mêmes initiales en l'appelant Club Vélocipédique des Moulineaux (C.V. Moulineaux) et les mêmes couleurs, blanc à bandes verticales marron et orange vif. 
À la fin de l’année 1939, Senfftleben, Bareth, Robic, Capelli signent les premières licences. En 1940, Pierre Iacoponelli, Heaumonté et Buzet font leur entrée. Un an plus tard, Senfftleben, Heaumonté et Buzet lui donnent le premier titre de champion de France des sociétés, titre qu'il conserve jusqu’en 1947, en changeant d'équipe chaque année. 
En 1941, le CVM crée une école de jeunes pistard, le centre d'entrainement est installé au vélodrome Vaugirard. Le club prend le nom de Club Vélocipédique des Moulineaux et de Vaugirard.
Rivoal en 1945 et Sensever en 1946 deviennent champions de France de vitesse (amateurs).
À la Libération, le C.V. Moulineaux, devenu Club Sportif d'Issy-les-Moulineaux (CSIM), est le premier club qui reprend ses relations avec l’Angleterre. Les sprinters anglais Ken Marshall, Lew Pond, Reginald Harris viennent à Paris. Tous les ans, une équipe de jeunes de moins de 18 ans, fait un séjour à Manchester ou à Londres. Lorsque Harris vient s’installer à Paris, au cours de l'hiver 1948-49, il est membre du V.C. Moulineaux et adopté par Jacqueson,, qui accueille aussi Sydney Patterson en 1951.
En 1946, le Club Sportif d'Issy-les-Moulineaux fusionne avec la section cycliste de l'Avia-Club est prend le nom d'Avia-Club Sportif des Moulineaux (ACSIM).
En 1947, le club devient l'Association Sportive et Cycliste d’Issy-les-Moulineaux.

## Présidents
- Louis Jacqueson (constructeur des cycles Pomarède)

## Coureurs ayant couru sous les couleurs du CVMV
- Marcel Bareth[9]
- Yves Buzet
- Hervé Capelli
- Marc Cautenet
- Raymond Colliot
- André Danguillaume
- Maurice Doguette
- Dourdoigne
- Pierre Even[10],[11]
- Reginald Harris
- Georges Haumonté
- Pierre Iacoponelli
- Jacques Lanners[12]
- André Lasalle
- Émile Le Rolland
- Jean Noblet
- Jean Robic
- André Rivoal
- Roux
- Raymond Sabat
- Georges Senfftleben
- Henri Sensever
- Henri Tomassini
- Vigué
- Georges Yacoubian

## Palmarès
- Champion de France de vitesse des sociétés : 1941[3], 1942[13], 1943[14],[15],[16], 1945, 1946 et 1947
- Champion de l'Ile-de-France de vitesse des sociétés :1943[17]
- Challenge Saint-Cricq : 1943[18]

## Courses organisées
- Prix Pomarède (cyclo-cross)[19],[20]
- Paris-Nonancourt[21]
- Prix du plateau d'Issy-les-Moulineaux[22]